# Eugenio Aguilar Gonzalez Batres

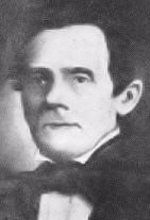
Eugenio Aguilar Gonzalez Batres

Eugenio Aguilar Gonzalez Batres (* 15. November 1804 in Santiago Nonualco; † 23. April 1879 in San Salvador) war vom 20. Februar 1846 bis 7. Februar 1848 Supremo Director von El Salvador.

## Leben
Eugenio Aguilar war der postum geborene Sohn von José Antonio Aguilar. Seine Mutter war Juana de González y Batres. Er wurde Arzt und heiratete Dolores Padilla y Castillo. 1839 wurde er Bürgermeister von San Salvador und 1840 Armeechirurg. Ab 1844 war er Professor an der Universidad de El Salvador (UES) und später deren Dekan. Am 12. Juli 1846 gab er gegen den Widerstand der Fuerzas Armadas de El Salvador sein Amt als Supremo Director an Fermín Palacios ab, welcher am darauf folgenden Tag den Ausnahmezustand verhängte. Nach neun Tagen übernahm Eugenio Aguilar dieses Amt wieder, nachdem er durch die Gemeindeverwaltung des Municipios von San Salvador, der Obrigkeit und den Nachbarn dazu aufgefordert worden war. Am 29. Juli 1846 verbot er José Jorge Viteri y Ungo, welchen Fermín Palacios ausgewiesen hatte, die Wiedereinreise.